# 洩密者
《洩密者們》（英語：The Leakers）是一部邱礼涛執導的懸疑劇情片，由吳鎮宇、張智霖及佘詩曼領銜主演。2017年6月尾開機拍攝，8月中煞科，2018年6月15日在中國上映，6月21日在港澳馬上映，電影劇组遠赴檳城進行實景拍攝。
本片入圍第21屆上海国际电影节电影频道传媒关注单元。

## 劇情大綱
講述馬來西亞的製藥公司利用新型變種傳染病發災難財，一個自稱《洩密者》的神秘組織透露了藥業界的黑幕。而在製藥公司的兒子及當地記者離奇自殺後，馬來西亞警長李永勤（张智霖 饰）与香港督察王大伟（吴镇宇 饰）合作追查真相。其後「洩密者」與香港日报记者阮嘉岚（佘诗曼 饰）聯絡並相約會面，兩位警探亦追蹤他們的動向，三人並与《洩密者》展开交手⋯⋯

## 演員表

### 主要角色
| 演員   | 角色   | 暱稱／關係          |
| 吳鎮宇 | 王大偉 | 香港督察            |
| 張智霖 | 李永勤 | 馬來西亞警長        |
| 佘詩曼 | 阮嘉嵐 | Carly Yuen 新闻记者 |

### 其他角色
| 演員   | 角色   | 暱稱／關係                                                            |
| 鄭則士 | 张日善 | 马来西亚富商 经营药厂 制造病毒的幕后黑手 于结局枪杀张俊延后被警方拘捕 |
| 劉浩龍 | 张俊延 | 張日善之次子 最后被张日善企圖杀死                                     |
| 張繼聰 | 何斌   | 攝影記者 阮嘉嵐之同事 最后被张日善手下枪杀身亡                        |
| 周秀娜 | 彭珍美 | 張俊龍之妻 張日善之媳妇 于中段被张日善派的女杀手杀害                  |
| 林嘉華 |        | 食物及衛生局局長                                                      |
| 衛詩雅 | JOJO   | 李永勤之未婚妻 于结局与李永勤结婚                                     |
| 李灿森 | 宋丹文 | 马来西亚记者 阮嘉岚新闻系同学                                         |
| 施祖男 | 张俊龍 | 張日善之長子 已被杀害，只在回忆中出现                                 |
| 譚小環 |        | 王大偉之妻，後離婚                                                    |
| 張國強 | 朱Sir  | 總警司 王大偉之上司                                                   |
| 張文慈 | 秦秀貞 | 張日善之妻子                                                          |
| 何華超 | 麥秘書 | 張日善之下屬                                                          |
| 楊柳青 |        | 女殺手 于枪战中被王大伟枪杀身亡                                       |
| 蘇偉泉 |        | 殺手                                                                  |
| 龐景峰 |        | 殺手                                                                  |
| 王䁱敏 |        | 警員 朱Sir助手                                                        |

## 製作

### 演員陣容
2017年6月18日，HMV数码中国集团在上海国际电影节舉行电影發佈会，其中华语电影《洩密行者》將由张智霖、吳鎮宇及佘詩曼領銜主演。在片中，阿佘將首次挑战记者的角色，至於张智霖则继续扮演有型的警察。此外，女主角佘詩曼與兩位男主角张智霖及吳鎮宇分別是第六度合作以及繼电影《使徒行者》後再度合作。

### 花絮
2017年7月19日，主演吴镇宇、张智霖、佘诗曼連同其他演員鄭則士、周秀娜、刘浩龙等出席在香港启德邮轮码头举行的开机拜神仪式。镇宇、chilam及阿佘现身大谈拍摄趣事，三人都表示已經合作过多次，有很好的默契，好親密，都是老朋友。谈起在马来西亚拍摄的趣事，chilam爆料指镇宇品尝榴莲的方式有别于常人：“我不知道原来吃完榴莲是可以喝酒的？吴镇宇竟然没事，他表演了一次给我看，不过大家不要这样去尝试，可能只有他才可以，不知道是不是他身体特别强壮的原因。”镇宇则笑言现在已经可以‘盲测’，不用眼睛看，只用手触摸就已经知道是什么品种”，他更取笑阿佘愈吃愈瘦是因為每次食飽都會扣喉。而阿佘则称剧组之所以能大饱口福发原因是拍摄地点就在榴莲山上，所以不论工作还是下班，都能吃到美味。另外，談到這齣電影動作連場，有很多槍戰和飛車等刺激場面，Chilam表示戲中的飛車場面相當驚險，但覺得參與拍攝的特技演員都很犀利，鎮宇就謂自己負責飛車和開槍，不用埋身肉搏演出打鬥場面，阿佘则坦言演出飛車場面時也覺得驚驚。至於三人於戲中可有感情線，他們就笑謂大家感情都很好。
此片是香港影視娛樂博覽2018「耳東影業」重點的推介電影項目之一，会上Chilam、鎮宇與阿佘亦有分享拍攝感受。Chilam與鎮宇對於再度合作表示事前對咗好多次稿，所以已經好有默契，至於阿佘则表示今次大部分的對手戲都係同鎮宇，得一場係同Chilam。而導演邱禮濤表示《洩密者》是一套典型的香港警匪片，並謂自從上年《拆彈專家》大受歡迎後，絕大部分人都搵我拍警匪片，雖然我都好鍾意警匪片，但如果我餘生只可以拍一種類型嘅電影，一定唔會開心，未來希望嘗試執導不同類型的作品。
2018年5月10日在北京召开“最敢说”電影发布会，主演吴镇宇、张智霖和佘诗曼連同监制唐文康悉数亮相，一同畅聊片中角色並分享拍摄趣事。佘诗曼在影片中饰演了一位“不怕死”的记者，並开玩笑指出终于理解为什么“狗仔”喜欢追着跑了，深切體会到做狗仔隊的辛酸，至於吴镇宇和张智霖这次在影片中饰演警察，两人笑説表示在身份上只有国籍的区别。监制唐文康亦强调《泄密者》是一部纯正的港片，並表示片中有最酷的警匪、飞车元素加台前幕后的香港团队，相信大家很久没有看过这么血统纯正的港产电影。导演邱礼涛则想要将生活中常见的新闻以娱乐化的方式带给大家，並强调本片具備“纯正港片”和“最敢拍”的属性元素。此外，鎮宇、Chilam與阿佘過往已經多次合作，是广大网友心目中的经典港片CP组合。而谈到此次合作的感受，三人表示由於合作了很多次，在拍摄时已經非常默契，这次在戏里没有俗套的感情戏，都是因为案件凑在一起，共同追求真相，所以显得关系比较疏离。不过我们在私底下是关系非常好的。三人还在现场挑战快问快答，镇宇承认自己脾气凶，并幽默地表示“我是大胸的胸”，Chilam为自己发声“我是有演技的，不只是帅”，阿佘则自曝微博里的食物都是摆拍，连连解释“一说到吃的就乱了”，場面搞笑。

### 拍攝歷程
2017年6月尾，佘詩曼被曝抵檳後隨同劇組先到峇六拜一帶進行拍攝，待完成該處的拍攝工作后，即轉移陣地到喬治市繼續拍攝，約下午1時許，導演邱禮濤率領劇組和阿佘來到喬治市基督教墳場拍另一場戲，完成後在下午時段，阿佘與劇組在SPICE國際会展中心前繼續拍攝，拍攝前阿佘更先與導演溝通以給予最佳的表現。而张智霖其後亦抵達槟城，在丹绒道光一家酒店进行拍摄，遭不少网民野生捕获，剧组为拍摄这场戏，早前还招募了我国三大民族的临时演员，当中更包括欧美籍人士，劇組之後更去到鷹閣醫院取景拍攝探病戲份。
另外，吴镇宇、佘诗曼及劇組工作人员隨後被媒体發现现身在新关仔角的一家海鲜餐厅享用晚餐。基于这些演员到槟城拍戏至今，媒体都没机会近身采访过他们，因此欲把握这个空档时间，以趋近他们进行简短访问，但最後被阻止。
2017年7月中劇組完成大馬檳城戲分的拍攝後回港繼續拍攝，其中阿佘、chilam、張繼聰及镇宇於大坑取景拍攝。
2017年7月尾，张智霖率先在微博透露自己的戲分經已完成，8月份全片正式殺青。

## 記事
女主角佘詩曼在拍攝本片同時亦需要到橫店拍攝另一部內地古裝劇《延禧攻略》，因此行程上非常緊湊。

## 發行
2018年5月16日，片方率先釋出“危境情长”角色版海报，三大主演吴镇宇、张智霖和佘诗曼两两组合巅峰对决。三張新海报整体呈灰暗色调，海报中的人物神情专注而戒备，似乎正小心地观察着周遭环境。吴镇宇、张智霖手中的枪支，以及佘诗曼手里的相机对应其警察和记者身份。而从人物站位来看，他们的关系错综复杂、扑朔迷离，或争锋相对，或并肩作战。海报上密布的蚊群、病毒细胞、枪战火焰等元素则暗示了影片线索，极具视觉冲击效果。同時片方亦發佈前導預告片。
2018年6月4日，片方發佈终极版海报及预告，同时宣布电影提档6月15日。

## 宣傳
| 出席時間      | 所在地               | 活動                   | 出席演員                                       |
| ------------- | -------------------- | ---------------------- | ---------------------------------------------- |
| 2018年5月10日 | 中国北京             | “最敢说”電影发布会     | 吴镇宇、张智霖、佘诗曼、监制唐文康             |
| 2018年6月9日  | 中国广東白云学院     | 映后见面会             | 佘诗曼、周秀娜、導演邱禮濤                     |
| 2018年6月10日 | 中国佛山             | 映后见面会             | 佘诗曼、刘浩龙                                 |
| 2018年6月12日 | 香港尖沙咀海運戲院   | 香港首映禮             | 吴镇宇、张智霖、佘诗曼、刘浩龙、周秀娜、李灿森 |
| 2018年6月14日 | 中国北京耳东传奇影城 | 北京首映禮、映后见面会 | 吴镇宇、张智霖、刘浩龙、周秀娜                 |
| 2018年6月15日 | 中国上海             | 映后见面会             | 吴镇宇、周秀娜                                 |
| 2018年6月16日 | 中国上海             | 上海国际电影节         | 吴镇宇、张智霖、佘诗曼、周秀娜                 |
| 2018年6月17日 | 中国成都             | 映后见面会             | 佘诗曼、刘浩龙                                 |
| 2018年6月18日 | 中国重慶             | 映后见面会             | 佘诗曼、刘浩龙                                 |
| 2018年6月19日 | 中国東莞             | 映后见面会             | 佘诗曼、刘浩龙                                 |
| 2018年6月20日 | 中国广州             | 映后见面会             | 吴镇宇、佘诗曼、刘浩龙、周秀娜、李灿森         |
| 2018年6月21日 | 中国中山             | 映后见面会             | 吴镇宇、李灿森                                 |

## 票房
中國内地上映約五周，最終总票房為7,058万人民幣。香港上映約兩周，累計票房收入為$2,465,446，並位列2018年上半年十大香港電影票房第10位。

## 電影歌曲
| 曲別   | 歌名       | 演唱者 | 作詞   | 作曲   |
| 主題曲 | 誰伴我闖蕩 | Beyond | 劉卓輝 | 黃家駒 |